# Пелукини (Алесандрија)
Пелукини је насеље у Италији у округу Алесандрија, региону Пијемонт.
Према процени из 2011. у насељу је живело 25 становника. Насеље се налази на надморској висини од 242 м.